# بلنغ أباد (فتح أباد)
بلنغ أباد (بالفارسية: پلنگ‌آباد) هي مستوطنة تقع في إيران في Fathabad Rural District. يقدر عدد سكانها بـ 27 نسمة .